# Vaccinium ardisioides
Vaccinium ardisioides är en ljungväxtart som beskrevs av Joseph Dalton Hooker och Charles Baron Clarke. Vaccinium ardisioides ingår i Blåbärssläktet, och familjen ljungväxter. Inga underarter finns listade i Catalogue of Life.